# Melanotaenia praecox
Melanotaenia praecox (Weber & de Beaufort, 1922) è un pesce d'acqua dolce appartenente alla famiglia Melanotaeniidae.

## Distribuzione e habitat
Questa specie è diffusa nelle acque dolci del fiume Mamberamo, nella provincia Papua in Indonesia settentrionale.

## Acquariofilia
Diffuso in commercio da pochi decenni, come altre Melanotenie, è tuttavia un ospite apprezzato degli acquari domestici. sono pesci molto vivaci si raccomanda una copertura del acquario per evitare che saltino fuori